# Lycaena latimargo
Lycaena latimargo är en fjärilsart som beskrevs av Ebert 1926. Lycaena latimargo ingår i släktet Lycaena och familjen juvelvingar. Inga underarter finns listade i Catalogue of Life.